# Гаї (Львівський район)
Гаї́ —  село в Україні, у Львівському районі Львівської області. Орган місцевого самоврядування — Давидівська сільська рада.

## Населення
За даними Всеукраїнського перепису населення 2001 року, у селі проживало 425 осіб. Мовний склад села був таким:
| Мова       | Число ос. | Відсоток |
| ---------- | --------- | -------- |
| українська | 421       | 99,06    |
| російська  | 4         | 0,94     |

## Історія
- Село вперше згадується в 1391 році.
- 1466 року шляхтич Климент (Клеменс) Струмило проміняв на село Гаї Львівського повіту в шляхтича Яна Сененського-Олеського села Стравчин, Пронднік (обидва в Сандомирському воєводстві), та Хелмце.[3]
- 1469 року Климент (Клеменс) Струмило був судом позбавлений права брати «цло» в селі.[4]
- 8 вересня 1604 року в Гаях зупинялося українсько-польське військо яке 20 червня 1605 року захопило Москву.[5]
- У 1648 році його знищили татари.

У 1909-1944 роках проходила залізниця Львів — Перемишляни — Підгайці.

## Герб
На лазуровому щиті золотий стоїть соловей. На срібній главі три дуба з чорними стовбурами і зеленими кронами. Щит обрамований золотим декоративним картушем i увінчаний золотою сільською короною.

## Церква
- Храм Собору св. Йоана Хрестителя збудований у 1928 р. за проєктом архітектора Євгена Нагірного. Будувався храм за проєктом розробленим для с. Загочев'я Ліського повіту гміни Балигород, тепер Польща. Належить до Пустомитівського деканату Львівської єпархії УАПЦ. В інтер'єрі церкви має бути різьба Андрія Коверка.

## Відомі люди
- Василь Кондрацький — греко-католицький священник, крилошанин, громадський діяч, парох Судової Вишні та Підгайчиків, завідатель Синявки, уродженець села
- Беркета Ольга Петрівна — новатор сільськогосподарського виробництва, ланкова, заступник голови колгоспу «Перемога» села Балучин Краснянського району Львівської області. Депутат Львівської обласної ради. Депутат Верховної Ради УРСР 3-го скликання.
- Керницький Іван Михайлович — український мовознавець, доктор наук, уродженець села.
- Готь Іван Мирославович — професор кафедри, кандидат медичних наук, лікар-стоматолог-хірург вищої кваліфікаційної категорії, уродженець села.